# Приключения Буратино (компьютерная игра)
«Приключе́ния Бурати́но» — компьютерная игра в жанре графический квест, разработанная Вячеславом и Алексеем Медноноговыми по заказу фирмы Compact-Studio, которая выпустила игру в феврале 1993 года на платформе ZX Spectrum для версий 48K и 128K этого компьютера.
Игра создана по мотивам повести-сказки А. Н. Толстого «Золотой ключик, или Приключения Буратино». Предположительно, «Приключения Буратино» является первой компьютерной игрой на постсоветском пространстве в жанре квест.
Отзывы, опросы читателей и мнения журналистов показывают, что игра в середине 1990-х годов пользовалась популярностью на постсоветском пространстве и была одной из самых известных российских игр.

## Сеттинг
События в игре происходят в сказке А. Н. Толстого «Золотой ключик, или Приключения Буратино». Действия начинаются в начале сказки, когда старый шарманщик по имени Карло вырезал из полена куклу и назвал её Буратино. Согласно игре, Карло хотел, чтобы главный герой вырос умным, и поэтому он продал свою единственную куртку и купил азбуку для Буратино, и тот далее отправился в школу. Однако куда пойдёт игровой персонаж и что он будет делать, зависит от игрока.
Игра рекомендует для облегчения прохождения ознакомиться с одноимённой сказкой А. Н. Толстого, но вместе с тем персонажи и действия в игре не полностью отражают сюжет повести. Например, кот Базилио в игре является честным торговцем, а лиса Алиса занялась разбоем и нападает на случайных прохожих в лесу.

## Сюжет

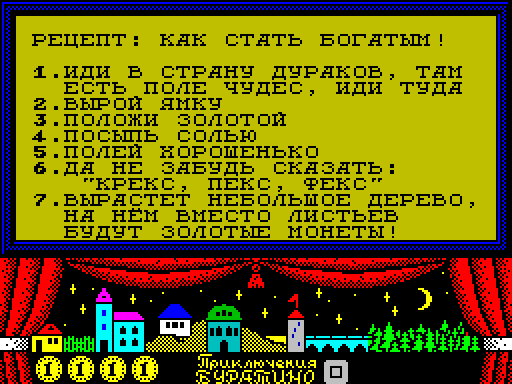
Игровое описание части сюжета. Буратино получает от Базилио некий рецепт, который сработает на Поле Чудес

Игра построена таким образом, что её сюжет либо обрывается (например, если Карабас-Барабас бросит Буратино в огонь), либо имеет два окончания, которые не смертельны для главного героя. Первый вариант происходит в случае, если Буратино приходит в школу с азбукой. В таком случае пишется сообщение «Буратино пошёл в школу, хорошо учился, и одним деревянным болваном в мире стало больше», и игра заканчивается. Таким образом, основной целью и линией сюжета является другой вариант, когда Буратино нужно узнать тайну нарисованного очага.
В процессе прохождения главному герою необходимо отыскивать и применять различные предметы, общаться с другими персонажами, а также найти золотые монеты, которые в дальнейшем нужно экономно использовать. Достаточного количества монет для выполнения всех задач не хватает, и поэтому требуется вырастить золотое дерево в Поле Чудес. Однако для этого нужно не только проникнуть на поле, которое охраняется полицейским бульдогом, но и собрать ряд предметов для того, чтобы посадить и вырастить дерево. С помощью заработанных  таким образом денег Буратино добывает золотой ключик, что позволяет реализовать его мечту.

## Игровой процесс

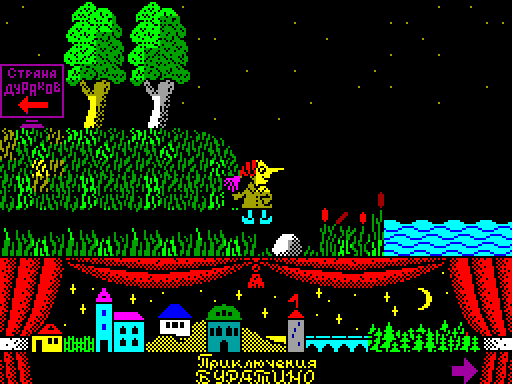
«Приключения Буратино» — игровой процесс

Игровой мир представляет собой 16 ярусов, каждый из которых имеет высоту в экран. Ярусы замкнуты по горизонтали на себя, но при этом не везде возможно движение по горизонтали (например, когда мешает лес или водоём). Переход между ярусами возможен в определённых точках и игровое пространство таково, что можно, двигаясь по ярусам вверх или вниз, вернуться в ту же точку. Таким образом, игровое пространство представляет собой лабиринт, который замкнут на себя как по горизонтали, так и по вертикали. Перемещение главного героя по горизонтали происходит посредством линейного скроллинга фонового изображения, и, таким образом, Буратино всегда находится в центре экрана. При этом перемещение между ярусами дискретное, то есть когда персонаж переходит из одного яруса в другой, этот процесс игрок не контролирует. Игра использует растровую спрайтовую графику, а объём игрового мира составляет около сотни экранов.
Игровой процесс включает в себя несколько игровых механик. Первой из них является поиск и использование предметов, позволяющих получать что-то новое или воздействовать на игровой мир. Для выполнения этих действий Буратино может нести любое количество предметов и пробовать применять их в любое время. Вместе с тем у главного героя есть 5 золотых монет, которыми нужно распорядиться правильно, так как в противном случае их не хватит и пройти игру не получится. Отдельно стоят игровые механики аркадного преследования Буратино. В первом случае за главным героем гонится Карабас-Барабас, и игроку требуется успеть правильно применить предмет. Второй случай с участием лисы Алисы представлен её попыткой поймать главного героя в лесу. В результате либо Буратино убегает, либо лиса забирает у него одну монету. В последующем Алиса снова может попробовать ограбить главного героя. При этом лиса может потерять добычу в лесу, и Буратино сможет подобрать её снова. Третий случай представляет собой погоню за Буратино полицейских бульдогов и патрулей по делу контрабанды, один из которых появляется слева или справа при каждом переходе главного героя на новый ярус. Это ограничивает возможность перемещения по карте, и хранители правопорядка могут загнать Буратино в тупик. Для того чтобы оказаться в безопасности, нужно хорошо знать карту игрового мира и быстро реагировать во время перемещения по лабиринту.
В игре отсутствуют понятия жизней или очков здоровья, и ряд действий (например, неуспешный уход от погони) приводят к смерти персонажа.

## Разработка и выход игры
«Приключения Буратино» были для Вячеслава Медноногова второй игрой, разработанной на ассемблере. Музыкальное сопровождение было сделано Алексеем Медноноговым. Всю работу, кроме музыкального сопровождения, выполнил Вячеслав. Игра официально является курсовой работой Вячеслава по предмету «Машинная графика» (за которую он получил оценку «отлично»).
Игра «Приключения Буратино» была создана как попытка объединения идей, почерпнутых из Dizzy и Savage. Вместе с тем игра разрабатывалась после анализа рынка русскоязычных покупателей, что позволило завоевать бо́льшую популярность, чем предыдущие игры Вячеслава, которые, по его словам, он делал чисто для себя. При этом разработчики имели печальный опыт от продажи предыдущей игры, «Танкодром» (проданной за фиксированную сумму в 1000 рублей), и поэтому «Приключения Буратино» разрабатывались как freeware-проект. С точки зрения российского игрового рынка разработка шла во время, когда начались массовые локализации зарубежных игр и русскоязычные игры становились всё более популярными. «Приключения Буратино» вышли в феврале 1993 года и сыграли положительную роль в формировании интереса русскоязычных покупателей к локализованным играм. С точки зрения доходов от продаж квест не имел коммерческой ценности из-за трудностей с защитой и сопутствующего пиратства, когда игра разрабатывалась три месяца, в то время как за тот же срок один человек мог локализовать десятки программ.
Отношения с издателем и процесс разработки того времени Вячеслав в своем интервью описывает следующим образом:

Это было время, когда авторы игр общались с пользователями напрямую, без прослоек в виде форумов и PR-менеджеров. Когда номером горячей линии служил домашний телефон разработчика, а лучшей гарантией надёжности программы была фраза «не будет работать — придёте и набьёте мне морду». Всё было проще, честнее и интересней. А игры делались действительно ради тех, кто в них играл.— Вячеслав Медноногов, интервью Step Creative Group
В игре «Приключения Буратино» объём машинного кода составил 5—6 килобайт. Во время разработки Вячеслав использовал собственную графическую библиотеку, которая готовилась ранее при разработке игры «Танкодром» и использовалась позже в игре «НЛО. Враг неизвестен». Библиотека, названная Graphic Library, а также её описание были опубликованы в журнале Spectrum Progress в 1996 году.
24 июня 1994 года игра для 128K версии ZX Spectrum была дополнена и повторно выпущена московской студией Fantomassoft. В данном варианте игровой процесс и графика с оригиналом полностью совпадают, а отличие есть только в фоновом звуковом сопровождении. Если в оригинальных выпусках звуковое фоновое сопровождение отсутствует (музыка присутствует только в начале и финале игры и проигрывается через встроенный динамик ZX Spectrum), то в версии от Fantomassoft на фоне играет музыка, которая была написана А. Стратилатовым и Олегом Краснобаевым, и для её исполнения задействуется музыкальный сопроцессор AY-3-8910.
8 января 1998 года в журнале Nicron Вячеслав и Алексей Медноноговы объявили, что игра «Приключения Буратино» является свободно распространяемым программным продуктом с 1 января 1998 года. Также для этой игры «разрешено коммерческое использование, изменение копирайтов, перевод сопровождающих текстов на другие языки, модификация кода и использование кусков кода в любых других программных продуктах, а также любое другое использование (если оно не противоречит законам Российской Федерации)». Аналогичные объявления были опубликованы в журналах RIP и Gorodok.

## Оценки и мнения
| Русскоязычные издания         | Русскоязычные издания |
| Издание                       | Оценка                |
| ----------------------------- | --------------------- |
| Компьютерные миры ZX Spectrum | [ 7 ]                 |

Считается, что «Приключения Буратино» является первой компьютерной игрой на постсоветском пространстве в жанре квест.
«Приключения Буратино» пользовались в своё время популярностью на постсоветском пространстве. Так, интервьюеры журнала On-Line и компании Step Creative Group назвали «Приключения Буратино» одной из самых любимых игр. С ними согласился Вячеслав Медноногов, сообщив, что из всех им разработанных игр «Приключения Буратино» он проходил больше всего раз (около 40). Вместе с тем популярность игры отмечалась в других изданиях.
В книге «Компьютерные миры ZX Spectrum» игра получила наивысшую оценку: 5 из 5. Однако при этом не было оставлено комментариев, поясняющих данный выбор. Автор обзора в журнале Romomania отметил, что игра имеет хороший сюжет, отличную графику и доброе чувство юмора, а слабой стороной «Приключений Буратино» было названо звуковое сопровождение.
Согласно опросу, проведённому журналом On-Line в 1996 году, квест занял десятое место в рейтинге российских игр. Согласно аналогичному опросу, проведённому журналом Spectrofon в 1997 году, игра заняла девятое место. Такое же место в той же номинации «Приключения Буратино» получили в том же году при опросе журнала ZX Park.